# Gottlieb Pelargus
Gottlieb Pelargus (auch: Biedermann, Storch; * 5. Juli 1605 in Frankfurt (Oder); † 30. März 1672 ebenda) war ein deutscher evangelischer Theologe und Rhetoriker.

## Leben
Der Sohn des Theologen Christoph Pelargus (1565–1633) und der Elisabeth, Tochter des Theologen Christoph Albinus und dessen Frau Eva Popp, hatte 1624 an der Universität Frankfurt (Oder) ein Studium aufgenommen. Seine Lehrer waren Johannes Magirus, M. David Schanderus, Wolfgang Crell d. J., Paulus Francke (–1606), und Konrad Berg (1592–1642). Von diesen angeleitet und von seinem Vater unterstützt, erwarb er sich den akademischen Grad eines Magisters der Philosophie, wurde 1632 Professor an der philosophischen Fakultät, 1635 ordentlicher Professor der Rhetorik und dazu 1642 außerordentlicher Professor der Theologie.
Am 6. Juni 1651 promovierte er in Frankfurt zum Doktor der Theologie, wurde in den 1650er Jahren auch Senior der Theologischen Fakultät, war in den Wintersemestern 1640, 1646, 1652, 1658, 1665, 1671 Rektor der Alma Mater. Seine 1662 geschlossene Ehe mit Anna Collizia, blieb kinderlos. Am 9. April 1672 wurde er in Frankfurt begraben.

## Werke (Auswahl)
- Alloquium Quo Cives Reipublicae Literariae ad applaudendum Electori Serenissimo, Domino Nostro Clementissimo &c. &c. alite prospero Soli Paterni Solium Revisenti, stimulantur. Frankfurt/Oder, 1630
- Honoribus auspicatissimis Iuvenis ... Frankfurt/Oder, 1631
- Acclamatio Gratulabunda, Qua Felicissimae Electoratus Successioni Serenissimi ac Celsissimi Principis atq[ue] Domini, Domini Friderici Guilielmi, S. R. Imperii Achicamerarii & Electoris, Marchionis Bandenburgici ... Frankfurt, Oder, 1642
- Orationum, Quarum Prior Discedentem e vivis Serenissimum Dn. Parentem; Posterior Succedentem in folio Paterno Celsissimum Dn. Filium, Utrumq[ue] Patriae Patrem atq[ue] Dominum Clementissimum, subiectißima reverentia Athenis Marchicis salutat & prosequitur. Frankfurt/Oder, 1642
- Ad Obviandum Altissimo, E Throno Maiestatis Inaccesso In Solum Terrenum Prodeunti, Ad Assurgendum Venerando Ministerio, manifestatum Deum annuncianti Rector Academiae Francofurtanae M. Gottlieb Pelargus ... Frankfurt/Oder, 1646
- Trinuni Omnium Induperatori, Deo Celsissimo, Domino ac Patri clementißimo nostro ... Frankfurt/Oder 1648
- Dissertatio De Mediis Amplificandi Regni. Frankfurt/Oder 1650
- Oratio Qua De Pacis Praestantia. Frankfurt/Oder 1651
- Disputatio Theologica, De Fundamento Fidei Vere Catholicae. Frankfurt/Oder 1654